# Roland Juno-G
Le Juno-G est un synthétiseur de la marque Roland Corporation, commercialisé à partir de 2006.
Il est basé sur le modèle Fantom-X, tout en gardant le design de la série des Juno. Il dispose d'un slot d'extension SRX.
Malgré un nom similaire, le Juno-G n'est pas une évolution du Juno-D. Il dispose de 128 voix de polyphonie, de 768 présélections et de 256 mémoires. Il est équipé d'un clavier de 61 touches sensitives, et d'un séquenceur MIDI de seize pistes.